# Microgale macpheei
Microgale macpheei là một loài động vật có vú thuộc họ Tenrecidae đã bị tuyệt chủng. Nó đã từng sinh sống ở đông nam Madagascar.
M. macpheei chỉ được biết đến từ hai hộp sọ một phần được tìm thấy trong hang động Andrahomana, thông qua đồng vị carbon cho thấy niên đại của mẫu thu được khoảng 2000 năm tuổi. Nó là loài chuột tenrec chỉ được biết đến đã tuyệt chủng gần đây. Lần đầu tiên được mô tả trong năm 2007, nó tương tự như Microgale brevicaudata nhỏ hơn ở miền bắc và phía tây Madagascar.